# 水間良武
水間 良武（みずま よしたけ、1978年1月12日 - ）は、日本のラグビー指導者。
現在は東芝ブレイブルーパス東京のFWコーチを務めている

## プロフィール
- 大阪府出身[1]。
- 現役時代のポジションはフッカー(HO)。

## 略歴
中学からラグビーを始めた。
1996年、大工大高校(現・常翔学園高校)卒業後、同志社大学に入学。なお大工大高校時代、高校日本代表の主将を務めたことがある。
1999年、同志社大学ラグビー部の主将に就任。
2000年、同志社大学卒業。鐘淵化学を経て、2003年、三洋電機ワイルドナイツ(現埼玉パナソニックワイルドナイツ)に加入。
2009年、現役引退後、パナソニックワイルドナイツのコーチを経て、2019年、ジュニア・ジャパン及びU20日本代表の監督に就任。
2021年、花園近鉄ライナーズのヘッドコーチに就任。
2022年、ディビジョン2にて優勝しディビジョン1昇格に導く。
2023年、リーグ戦1勝15敗で最下位ながら、入替戦で２連勝しチームはディビジョン１に残留。花園近鉄ライナーズのヘッドコーチを退任した。
同年、東芝のトッド・ブラックアダー現HCが2023W杯を見て生まれたFWを強化するべきであるという考えのもと、急遽東芝ブレイブルーパス東京のFWコーチとして招集され、着任した。